# Kanton Wolfenbüttel
Der Kanton Wolfenbüttel bestand von 1807 bis 1813 im Distrikt Braunschweig im Departement der Oker im Königreich Westphalen und wurde durch das Königliche Decret vom 24. Dezember 1807 gebildet.

## Gemeinden
- Wolfenbüttel und Vorstadt (Gotteslager), Antoinettenruhe und Kothen

## Einzelnachweis
1. ↑  Königliches Decret, wodurch die Eintheilung des Königreichs in acht Departements angeordnet wird. Verzeichniß der Departements, Districte, Cantons und Communen des Königreichs. In: Landschaftsverband Westfalen-Lippe (Hrsg.): Bulletin des lois du Royaume de Westphalie. Band I, Nr. 6, 1807, S. 150 f. (lwl.org [PDF; 4,9 MB; abgerufen am 30. März 2013]).

- Karte mit allen verlinkten Seiten:
- OSM |
- WikiMap